# Avtomobil
Avtomobíl, pogovorno tudi avto, je cestno vozilo z lastnim pogonom, običajno s štirimi kolesi na dveh oseh. Beseda je izposojenka iz francoske automobile, ta pa je skovanka iz grške autos (»samo«, »samodejno«) in mobile (iz latinske besede mobilis - »premično«). Beseda torej pomeni nekaj, kar se premika samo od sebe. Danes velika večina avtomobilov za pogon uporablja motor z notranjim zgorevanjem, ki ga žene bencin ali diesel. 
Poznamo več razdelitev avtomobilov, po namembnosti tako ločimo osebne, tovorne in različne kombinirane avtomobile, ki so namenjeni bodisi prevozu potnikov (ljudi), bodisi tovora. Beseda »avtomobil« se največkrat nanaša na osebna potniška vozila, druge tipe pa imenujemo kombinirana vozila oz. kombiji, tovornjaki, poltovornjaki, avtobusi ipd. (za vsa ta vozila je v uporabi tudi skupni izraz motorno vozilo).
Avtomobilska industrija je eden najpomembnejših industrijskih sektorjev sveta. Po oceni je bila leta 2010 v uporabi že več kot milijardo avtomobilov, dvakrat toliko kot leta 1986. Problemi zaradi množične uporabe avtomobilov so med drugim onesnaževanje z ogljikovim dioksidom ter drugimi ostanki zgorevanja bencina, uničevanje okolja za vzpostavitev prometne infrasktrukture (cest s pomožnimi objekti) in žrtve ter škoda zaradi prometnih nesreč. Težavo predstavlja tudi višanje cen fosilnih goriv; zato in zaradi težav z onesnaževanjem proizvajalci eksperimentirajo z alternativnimi načini pogona, kot so električni.
Slovenci med Evropejci in Balkanci slovijo kot ljubitelji lastniškega avtomobila, ki predstavlja svobodo in neodvisno mobilnost posameznika, ki se ji niso pripravljeni odpovedat. V Sloveniji povprečno gospodinjstvo nameni 18 % prihodkov za avto, nekateri pa celo do 25 %, najbolj priljubljeni so modeli z dvolitrskimi dizelskimi motorji, kar kaže na izjemno cenjenost dosega z enim rezervoarjem in ekonomije porabe ter motorjev z večjim navorom med slovenci.

## Glavni deli
Glavni deli avtomobila so:
- šasija ali samonosna karoserija
- glavni pogonski agregat diesel (npr. BMW B58), bencin, elektro z pomožnimi agregati (črpalke, kompresor, alternator, turbina, webasto itd)
- hidravlični pretvornik navora t.i. hidravlična sklopka (pri avtomatskem) menjalniku (npr. ZF Friedrichshafen 8HP 75) ali torna sklopka (ročni in DSG menjalnik)
- menjalnik spreminja razmerje med vrtilno hitrostjo in vrtilnim momentom
- razdelilni menjalnik (npr. X-drive) prenaša moč iz menjalnika na gnane gredi (4 kolesni pogon)
- diferenciali prenašajo moč iz gnanih gredi na kolesne gredi
- platišča s pnevmatikami in zavorni diski s ploščicami
- voznikov prostor z volanom, pedali, gumbi ter ročicami za upravljanje
- potniški in/ali tovorni prostor

## Pomembni tehnični podatki
Kupci avtomobilov so pogosto zmedeni zaradi komercialnih razlogov katere parametre primerjati pri nakupu oz. menjavi avtomobila, tipične tehnične lastnosti ki jih gledamo pri avtomobilu so podane v tabeli.
| Parameter                   | enota       | pomen                                                                    | opomba                               |
| --------------------------- | ----------- | ------------------------------------------------------------------------ | ------------------------------------ |
| moč                         | kW (ali hp) | pove kako zmogljiv je motor                                              |                                      |
| navor                       | Nm          | pove kakšna je prožnost motorja in pospeški                              | večji vpliv na vožnjo kot sama moč   |
| nazivna moč pri vrtljajih   | rpm         | pomebno ali so ti vrtljaji prijetni ali so samo kataloška številka       | vidimo v diagramu moči in navora     |
| nazivni navor pri vrtljajih | rpm         | pomembno pri katerih vrtljajih avto razvije poln navor za pospešek       | vidimo v diagramu moči in navora     |
| maksimalna hitrost          | km/h        | zmogljivost motorja in aerodinamike                                      |                                      |
| zaviralna pot               | m           | kazalnik varnosti                                                        |                                      |
| volumen motorja             | ccm         | vpliva na življensko dobo motorja                                        |                                      |
| št. valjev                  | št.         | vpliva na hrup, navor, vrtljaje in porabo                                |                                      |
| hrup vozila                 | dB          | pomembno za udobnost dolgotrajne vožnje                                  | tipično pri 50, 90, 130, 160 km/h    |
| mednosnosna razdalja        | mm          | daljša pomeni bolj stabilno vožnjo in več prostora v kabini              |                                      |
| pospešek vozila 0-100 km/h  | sec         | pomembno za varno prehitevanje                                           | gledajo se tudi pri drugih hitrostih |
| volumen posode za gorivo    | lit         | vpliva na doseg avta - večji rezervoar redkejše tankanje                 |                                      |
| št. predstav menjalnika     | št.         | več predstav pomeni bolj gladko vožnjo in nižjo porabo                   |                                      |
| kombinirana poraba vozila   | lit/100km   | pove realno povprečno porabo                                             |                                      |
| masa praznega vozila        | kg          | vpliva na porabo, pospešek in lego na cesti, težji avto je bolj stabilen |                                      |
| največja dovoljena masa     | kg          | pomebno za nosilnost vozila                                              |                                      |

### Avtomatski menjalniki
Sodobni avtomobili so že precej avtomatizirani v vožnji in eden ključnih delov avtomatizacije je avtomatski menjalnik. Avtomatski menjalniki niso vsi identični ampak med njimi obstajajo pomembne razlike. Nekoč (pred letom 2000) so bili avtomatski menjalniki bistveno bolj neučinkovisti kot so danes in so imeli malo število predstav tipično 3 ali 4, zaradi česar niso bili priljubljeni. Večina prebivalstva je izredno slabo podkovana o avtomatskih menjalnikih in ne ločijo osnovnih 4 tipov menjalnikov: avtomatski menjalni z hidravlični pretvornik navora s planetarnimi gonili, dvosklopčni menjalnik z mokrima ali suhima sklopkama, robotski ročni menjalnik in brezstopenjski menjalnik, obstaja še starinski avtomatski menjalnik, ki je bil v uporabi nekoč.   
Prelomnici v razvoju sta bili:  
- Leta 2001 BMW serija 7 E65 serijska vgradnja avtomatskega hidravličnega menjalnika ZF 6HP 26 proizvajalca ZF Friedrichshafen AG. To je prvi sodobni klasični menjalnik z hidravličnim pretvornikom navora. Ta prvi menjalnik je bil znan po težavah, ker je bil pionirsko delo na svojem področju. Ta tip menjalnika je najbolj popularen za težje avtomobile in gladko vožnjo zaradi hidravličnega pretvornika je poznan po najgladkejšem teku pri nizkih vrtljajih od vseh menjalnikov. Prenos navora preko hidravlične tekočine omogoča najgladkejšo speljevanje in izniči potrebo po kratkih prestavah. Tipično razmerje med vstopnim in izstopnim navorom za speljevanje je zaradi pretvornika navora 80% do 150% povečanje navora na pram vstopni gredi, zaradi česar je zelo cenjen tudi za vleko prikolic. Zelo zaželjen je tudi za vožnjo na avtocesti saj so obrati zelo nizski in s tem je hrup avtomobila najnižji. Koncern BMW Group (BMW in Rolls-Royce Motor Cars) ostaja zvest temu tipu menjalnikov v premium razredih svojih avtomobilov.
- Leta 2003 Volkswagen Golf Mk4 R32 serijska vgradnja menjalnika DSG z dvojno sklopko in kmalu za tem v Audi TT s čimer je koncern Volkswagen Group (Volkswagen, Audi, Bugatti, SEAT, Škoda) ostal zvest DSG principu z dvojno sklopko do danes. Ta tip menjalnika je popularnejši v športnih avtomobilih ker izredno hitro menja predstave, pri zelo nizskih hitrostih zna grobo delovati in ima večjo maso kot klasični avtomatski menjalnik z hidravličnim pretvornikom.

To so bili prvi sodobni menjalniki principa: klasičnega menjalnika z elektronskim krmiljenjem in menjalnika z dvojno sklopko od tu naprej se začenja obdobje sodobnega avtomatskega menjalnika, ki imajo danes že 7,8,9 ali celo 10 prestav v avtomobilih ter s tem bolj optimalne vrtljaje motorja in optimirano porabo goriva.  
| Tip menjalnik | Opis | Prednosti | Slabosti | Primeri | Življenska doba                                                                                              |
| --- | --- | --- | --- | --- | --- |
| Zgodovinski tip avtomatskega menjalnika z 3 ali 4 prestavami do leta 2000: Stari hidravlični avtomatski menjalniki z hidravličnim krmiljenjem                                                          | Delujejo z hidravličnim upravljanjem brez elektronike t.i. hidromehansko upravljanje                                                                        | menjalniki so bili izjemno robustni | 3 ali 4 prestave, večja poraba goriva, počasno in sunkovito prestavljanje, pregrevanje                                                                                      | - GM TH180 (Opel Rekord, Senator) - BorgWarner 35 (Jaguar XJ6, Volvo 240) - Renault DP0 (Renault Laguna, Clio) - ZF 4HP22 (BMW E30, E34, Volvo 760) - Mercedes 722.3/722.4 | 100.000 - 500.000 km tipično 250.000 km                                                                      |
| Klasični sodoben avtomatski menjalnik Hidravlični pretvornik navora s planetarnimi gonili z elektronskim krmiljenjem                                                                                   | deluje z uporabo hidravličnega pretvornika navora namesto klasične sklopke, najbolj dodelana tehnologija premium kupci prisegajo edino na ta tip menjalnika | Naj udobnejša vožnja, mehko prestavljanje in speljevanje, lažji na pram dvosklopčnim, zelo zanesliv ob ustreznem vzdrževanju (redna menjava olja), zmašuje utrujenost voznika, za velike moči, primerni za vleko prikolic, edini primeren za najtežje in najmočnejše limuzine ter SUVje | Kompleksnost dizajna | - 8 stopenjski ZF 8HP (BMW, Rolls-Royce, Maserati, Aston Martin, Hongqi, Jaguar, Bentley); - 8 stopenjski Aisin (Toyota, Volvo, Mazda, Citroën, Opel, Peugeot); - 9 stopenjski 9G-Tronic (Mercedes, Aston Martin, Nissan); - 9 stopenjski GM Hydra-Matic (Cadillac, GMC, Ford)                                   | 250.000 – 500.000 km                                                                                         |
| Dvosklopčni menjalnik DSG: Direct Shift Gearbox (Direkt-Schalt-Getriebe) DCT: Dual Clutch Transmission, PDK: Porsche-Doppel-kupplungsgetriebe EDC: Efficient Dual Clutch TCT: Twin Clutch Transmission | dve sklopki – eno za lihe, drugo za sode prestave, zelo hitro prestavljanje                                                                                 | Hitro in učinkovito prestavljanje, manjša poraba goriva | Največja kompleksnost, večja masa na pram klasičnem hidravličnem avtomatskem menjalniku, višji stroški vzdrževanja, včasih trzanje pri nizkih hitrostih, radi se pregrevajo | - DSG / S-Tronic by VW Group (Volkswagen, Audi, Škoda, SEAT) - Powershift, DCT250, DCT400 by Getrag/ Magna (Ford, BMW, Mercedes-Benz, Renault, Volvo) - 7DT / 8DT DCT by ZF (Porsche, BMW, Alfa Romeo, Maserati) - DualTronic by BorgWarner (Hyundai, VW, Fiat, Porsche) - TCT by Xtrac (Fiat, Alfa Romeo, Jeep) | 150.000 – 250.000 km (mokre sklopke) 100.000 – 180.000 km (suhe sklopke) - ni priporočljivo za mestno vožnjo |
| Robotski ročni menjalnik AMT: Automated manual transmission | klasični ročni menjalnik z robotsko nadzorovanim sklopko in prestavljanjem                                                                                  | Nižji stroški izdelave, preprosta konstrukcija | počasnejše in manj udobno prestavljanje, trzanje, ni primeren za močnejše motorje                                                                                           | - AMT variant Getrag 5/6/7MT by Getrag Magna Powertrain (Renault, Dacia, Ford) - Selespeed, Freechoice by Magneti Marelli (Fiat, Tata, Maruti) | 100.000 – 200.000 km                                                                                         |
| Brezstopenjski menjalnik CVT: Continuously variable transmission | uporablja jermenico in jermen za neprekinjeno spreminjanje prestavnega razmerja.                                                                            | Izjemno gladka vožnja | Pomanjkanje "občutka prestavljanja", manj primeren za športno vožnjo, nižja vzdržljivost pri močnejših motorjih                                                             | - JF-seris by Jatco (Nissan, Mitsubishi, Suzuki, Renault) - K-series CVT by Aisin (Toyota, Lexus, Mini, Volvo) - CVT by Honda (Honda Civic, HR-V, Fit (Jazz), Insight) | 150.000 – 250.000 km                                                                                         |

- Galerija izgled avtomatskih menjalnikov
- Antični avtomatski menjalnik Hydra-Matic Drive GM do 350 Nm hidravlično krmiljen proizvajan 1939-56 4 predstave
- Sodoben klasični avtomatski menjalnik ZF Friedrichshafen 8HP 2018 tretja generacija do 1000 Nm z hidravličnim pretvornikom navora 8 predstav
- Sodoben klasični avtomatski menjalnik Mercedes 9-G Tronic 2015 do 1000 Nm z hidravličnim pretvornikom navora 9 predstav
- Sodoben klasični avtomatski menjalnik Aisin AW AWR10L65 2018 do 650 Nm z hidravličnim pretvornikom navora 10 predstav
- Sodoben avtomatski menjalnik z dvojno sklopko Volkswagen DSG (Direkt-Schalt-Getriebe) 2008 do 400 Nm 7 predstav
- Brezstopenjski menjalnik CVT Subaru 2007 do 280 Nm

### Razporeditev motorja v avtu
Primerjava med vzdolžno (longitudinalno) in prečno (transverzalno) nameščenim motorjem v avtomobilu je ključna za razumevanje vozne dinamike, prostorske učinkovitosti, in mehanskih rešitev kot so menjalniki, pogon in razporeditev mase.
| Lasnosti                   | Vzdolžna postavitev                                         | Prečna postavitev                                         |
| -------------------------- | ----------------------------------------------------------- | --------------------------------------------------------- |
| Orentacija                 | Motor je vzporeden s smerjo vožnje                          | Motor je pravokoten na smer vožnje                        |
| Pogon                      | Zadnji ali štirikolesni                                     | Običajno prednji                                          |
| Menjalnik                  | ZF 8HP (klasični RWD samodejni) ali ročni za RWD            | Aisin 8AT, DSG, CVT, ročni za FWD                         |
| Razporeditev mase          | Boljša razporeditev spredaj-zadaj, pogosto skoraj 50:50     | Večina mase na prednji osi ~60–65%                        |
| Vozna dinamika             | Boljša vodljivost, manj podkrmiljenja, bolj uravnoteženo    | Več podkrmiljenja, manj "športen občutek"                 |
| Zasuk koles pri parkiranju | Več prostora za zasuk (ker motor ni v širino)               | Omejen zasuk zaradi širine motorja                        |
| Strošek proizvodnje        | Dražja, več komponent                                       | Cenejša, enostavnejša, manj komponent                     |
| Uporaba                    | Premijski, zmogljivi, športni in luksuzni avtomobili        | Kompaktni, srednje veliki avtomobili                      |
| Vzdrževanje                | Več prostora za dostop do komponent                         | Zelo natrpano pod pokrovom, manj prostora za servisiranje |
| Primeri vozil              | BMW 3/5/X3/X5, Audi A6/A8 (quattro tiptronic), Mercedes E/S | VW Golf, Audi A3/Q3, Peugeot 308, BMW X1, 1               |

### Europski segmenti
Razen tistih, ki so del vseevropskega programa za ocenjevanje varnosti Euro NCAP, segmenti vozil v Evropi nimajo formalne karakterizacije ali predpisov. Čeprav je definicija nejasna, se med segmenti A–F glede na parametre teže in velikosti le malo prekriva. Imena segmentov so bila omenjena, vendar ne opredeljena, leta 1999 v dokumentu EU z naslovom Zadeva št. COMP/M.1406 (EGS) št. 4064/89.
| Koda | Pomen in tržni delež                  | Dolžina           | Primer                                                                              | Slika primera |
| ---- | ------------------------------------- | ----------------- | ----------------------------------------------------------------------------------- | ------------- |
| A    | mini 4%                               | 2.7–3.7 m         | Fiat 500, Renault Twingo, Volkswagen up, Toyota Aygo X, Hyundai i10                 |               |
| B    | mali 16%                              | 3.7–4.2 m         | Renault Clio, Toyota Yaris, VW Polo, Škoda Fabia, Opel Corsa                        |               |
| C    | srednji 14%                           | 4.2–4.6 m         | VW Golf, Audi A3, BMW 1, Renault Mégane, Škoda Octavia, Opel Astra                  |               |
| D    | veliki 7%                             | 4.6–4.8 m         | BMW 3, Audi A4, Mercedes C, VW Passat, Volvo V60, Škoda Superb                      |               |
| E    | poslovni 3%                           | 4.8–5.0 m         | BMW 5, Audi A6, Mercedes E, Volvo S90, Porsche Panamera, Lexus ES                   |               |
| F    | luksuzni 0,3%                         | 5.1-več m         | BMW 7, Audi A8, Mercedes S, Lexus LS, Bentley Flying Spur, Rolls-Royce Phantom VIII |               |
| J    | SUV 51%                               | vseh velikosti    | VW T-Cross (B), Audi Q3 (C), BMW X3 (D), BMW X5 (E), BMW X7 (F)                     |               |
| M    | večnamenski, enoprostorci, kombiji 4% | ohlapno sledi B-F | Renault Espace, Ford S-Max, VW Touran, Citroën Berlingo                             |               |
| S    | športni 0,7%                          | običjano D-F      | Porsche 911, BMW M4, Audi TT, Toyota GR Supra, Alpine A110                          |               |

## Statusni simbol
Velikokrat je avto statusni simbol in predstavlja pozicijo posameznika v družbi, to so vozila vredna vsaj 300 000 EUR. Črni avtomobili veljajo praviloma za luksuzno barvo, saj so se pomembni posamezniki vedno vozili v njih, kajti črna izžareva eleganco, prefinjenost in moč ter kakovost. Tipični so tudi leseni dodatki v luksuznih avtomobilih in bež ali rjavo usnje. Takšni avtomobili, ki so statusni simbol so:
- Brabus Mercedes-Benz G 63 AMG XLP 900 6X6 - 1,85 milijona € simbol zvezdništva - tri osi
- Rolls-Royce Phantom - 410 000 € simbol starega bogastva (old money) najbolj klasičen avto bogatih
- Bentley Continental GT - 450 000 € simbol starega bogastva (old money)
- Aston Martin DB12 - 310 000  € simbol starega bogastva (old money)
- Lamborghini Revuelto - 650 000 € simbol starega bogastva (old money)
- Ferrari 812 Superfast - 370 000 € simbol novega luksuza (new money)
- Brabus Mercedes-Benz G-Class G 63 AMG  - 600 000 € simbol prestiža vzhodne države (new money)
- Maybach Mercedes-Benz S Class S680 V12 - 300 000 € simbol starega bogastva (old money)

## Vzdrževanje
Pravilno vzdrževanje vozil je ključno za varnost, učinkovitost, udobnost in zdravje voznika z potniki ter okolice. Pogovorno imejujemo servise mali, večji, in velik servis. Tipična vsebina servisov: 
- mali servis (olje in oljni filter) 15 000 km ali 1x letno
- večji servis (mali plus menjava vseh filtrov: gorivni, zraka, kabinski in zavorne ploščice ter tekočina) 60 000 km ali na 2 leti
- velik servis (večji plus jermeni, napenjalci, vodna črpalka, svečke) 100 000 km ali 8 let Oljni filter

Potrebno se je spoštovati predpisane intervale vzdrževanja posameznega proizvajalca in uporabljati samo priporočene nadomestne dele in tekočine. Primer: predpisan interval menjave navadnega mineralnega olja (zastarela tehnologija) na avtomobilu zaradi nizske kakovosti le-tega na 5000 km oz. enkrat letno kaj je prej, za razliko predpisan interval menjave najkakovostnejših sintetičnih oil z dolgo življensko dobo (esng. long life) je na 30 000 km oz. 2 leti kaj je prej. Pri teh priporočilih je potrebno upoštevati, da vozila, ki veliko stojijo v prometu velja priporočilo da 60 minut statičnega delovanja ali zelo počasne vožnje predstavlja ekvivalent prevoženim 100 km. Potrebno je tudi poudariti, da lastnik lahko kot dober gospodar bolj strogo vzdržuje vozilo kot to priporoča proizvajalec in menjuje tekočine pogosteje s čimer pripomore k daljši življenski dobi mehanskih komponent, ki so izspostavljene obrabi in so del mazalnega sistema z oljem. Veliko lastnikov menja olje na avtomatskih menjalnikih, če prav to proizvajalec avtomobila ne zahteva a proizvajalec menjalnika priporoča, s čimer znatno pripomorejo h daljši življenski dobi le-teh in mirnejšemu delovanju.
| Komponenta                                                                            | Tipična menjava          |
| ------------------------------------------------------------------------------------- | ------------------------ |
| Menjava olja                                                                          | 15 000 km oz. 1x letno   |
| Oljni filter                                                                          | 15 000 km oz. 1x letno   |
| Brisalci                                                                              | 1x letno                 |
| Filter goriva                                                                         | 60 000 km                |
| Filter zraka motorja                                                                  | 60 000 km                |
| Filter kabine                                                                         | 60 000 km oz. na 2 leti  |
| Vžigalne (bencin) svečke                                                              | 60 000 km                |
| Pnevmatike                                                                            | 60 000 km oz. po obrabi  |
| Zavorna tekočina                                                                      | na 2 leti                |
| Zavorne ploščice                                                                      | 60 000 km oz. po obrabi  |
| Menjalniško olje (avtomatski menjalnik)                                               | 80 000 km oz. na 8 let   |
| Olje v razdelilnem pogonu (4 kolesni pogon)                                           | 80 000 km oz. na 5 let   |
| Olje v sprenjem in zadnjem diferencialu                                               | 80 000 km oz. na 5 let   |
| Hladilna tekočina                                                                     | 100 000 km oz. na 5 let  |
| Zavorni diski                                                                         | 120 000 km oz. po obrabi |
| Torna sklopka (ročni menjalnik)                                                       | 150 000 km oz. po obrabi |
| Jermeni in napenjalci                                                                 | 150 000 km               |
| Vodna črpalka in hladilna tekočina                                                    | 150 000 km               |
| Grelne (diesel) svečke                                                                | 150 000 km               |
| Menjava baterije (električni avto), malih baterij za klice v sili (SOS), CO senzorjev | 200 000 km ali 10 let    |
| Optična (geometriska) nastavitev podvozja                                             | po potrebi               |
| Akumulator                                                                            | 10 let                   |

## Stroški
Lastništvu avtomobila je neobhodno povezano z operativnimi stroški, ki jih delimo na fiksne in variabilne. Fiksni stroški nastanejo ne glede na uporabo avtomobila, variabilni rastejo z večanjem porabe pri tem pa specifični stroški (na uro uporabe avtomobila) padajo z večanjem števila ur porabe avtomobila na koledarsko leto, absolutni stroški se seveda z večanjem količine ur uporabe avtomobila večajo. Povprečni voznik na leto preživi v avtomobilu od 200 do 500 ur (10.000 km letno prevožene razdalje pri 50 km/h = 200h letno in 30.000 km letno prevožene razdalje pri 60 km/h = 500h letno). Ne glede na stroške večini ljudem avto predstavlja ključno mobilnost in svoboden način življenja ter jim omogoča, da imajo boljšo službo, ki je precej bolj oddaljena od regionalnih prometnih povezav javnega prometa oz. za dotično lokacijo ne obstajajo.
| Fiksni letni                                                     | Variabilni glede na uporabo |
| ---------------------------------------------------------------- | --- |
| Bazno parkiranje                                                 | Gorivo oz. * energija in olje (specifika 2T in iztrošeni) ter statično gretje/hlajenje                                                                   |
| Podaljšanje veljavnosti prometnega dovoljenja (registracija)     | AdBlue |
| Zavarovanje (obvezno in kasko)                                   | Pnevmatike (letne, zimske) |
| Letna dajatev za uporabo vozila (cesna taksa)                    | Vetrobranska tekočina in ostale tekočine (aditivi gorivu, aditivi za AdBlue)                                                                             |
| Zdravniški pregled in podaljšanje vozniškega dovoljenja (10 let) | Homologacija opreme (platišča, spoilerji, zatemnjena stekla, zvočniki, vlečna kljuka, vlečni vitel, dodatne luči, izpušni lonec, sprememba barve vozila) |
| Tehnični pregled                                                 | Vinjete, cestnine, mostnine, trajekti, predornine in parkirnine                                                                                          |
| Koledarsko vzdrževanje (zavorna in hladilna tekočina, olje)      | Vzdrževanje glede na kilometre (filtri, olja, diski in ploščice, sistemi ipd)                                                                            |
| Naročnine na bazo podatkov (zemljevidi, asistence, upravljanje)  | Pranje, sesanje, dišave, nega in avtokozmetika ter suhi in vlažilni robčki                                                                               |
| Obvezna oprema z omejeno dobo trajanja (prva pomoč)              | Dodatna oprema (zimska, vlečna, počitniška, otroška, notranja - nosilec za sunkjič ipd)                                                                  |
| *Priključna moč bazne električne polnilne postaje                | Manjše poškodbe in obraba (menjava plastik, vetrobrana), žarnice, brisalci                                                                               |
| *Amortizacija bazne električne polnilne postaje                  | Zaščita pred korozijo in kleparska dela ter barvanje, popravilo ali menjava odbijačev, popravilo platišč                                                 |
| Menjava letnih/zimskih pnevmatik in centriranje ter hramba       | Prometni in parkirni prekrški |
| Stroški kapitala                                                 | * Izguba produktivnega časa za polnjenje električnega avtomobila                                                                                         |
| Amortizacija avtomobila                                          | * Cikli baterije in iztrošenost ter zmanjšanje kapacitete                                                                                                |
| Rezervni sklad                                                   | Katering (kave, hrana in pijača, ki jo zaužijemo v avtomobilu)                                                                                           |
| * velja za električna vozila                                     | |

## Varnost
Prometna trčenja so največji vzrok smrti zaradi poškodb po vsem svetu.  Mary Ward je postala ena prvih dokumentiranih avtomobilskih nesreč leta 1869 v Parsonstownu na Irskem,  Henry Bliss pa ena prvih avtomobilskih nesreč pešcev v ZDA leta 1899 v New Yorku.  Zdaj obstajajo standardni testi za varnost novih avtomobilov, kot so testi Euro in US NCAP, .

## Tehnologije goriva in pogona
Prometni sektor veliko prispeva k onesnaženosti zraka, hrupu in podnebnim spremembam .
Večina avtomobilov, ki so bili v uporabi v začetku leta 2020, poganja bencin, uporablja motor z notranjim zgorevanjem. Mednarodna organizacija proizvajalcev motornih vozil pravi, da v državah, ki predpisujejo bencin z nizko vsebnostjo žvepla, avtomobili na bencin, izdelani po standardih iz konca leta 2010 (kot je Euro-6), oddajajo zelo malo lokalnega onesnaženja zraka.   Nekatera mesta prepovedujejo starejše avtomobile na bencin, nekatere države pa načrtujejo prepoved prodaje v prihodnosti. Vendar pa nekatere okoljske skupine pravijo, da je treba to postopno opuščanje vozil na fosilna goriva pospešiti, da bi omejili podnebne spremembe. Proizvodnja avtomobilov na bencinski pogon je dosegla vrhunec leta 2017.  
Odprava subvencij za fosilna goriva,  zaskrbljenost glede odvisnosti od nafte, zaostritev okoljske zakonodaje in omejitve emisij toplogrednih plinov spodbujajo delo na alternativnih sistemih napajanja za avtomobile. To vključuje hibridna vozila, priključna hibridna električna vozila in vozila na vodik. Od vseh prodanih avtomobilov v letu 2021 je bilo devet odstotkov električnih, do konca tega leta pa jih je bilo več kot 16 milijonov električnih avtomobilov na svetovnih cestah. Kljub hitri rasti je bilo do konca leta 2021 manj kot dva odstotka avtomobilov na svetovnih cestah povsem električnih in priključnih hibridnih avtomobilov. 
V sloveniji in drugih evropskih državah mnogi kupci še vedno zelo prisegajo na dieselske motorje, saj jih odlikuje velik navor že pri nižjih vrtljajih in zelo velik doseg avtomobila zaradi manjše porabe ter tiho delovanje na pram močnejšim bencinskim motorjem tudi stroškovno je za voznike, ki prevozijo veliko kilometrov velik prehranke časa, saj je število ponjenja posod z gorivom bistveno manjše kot pri bencinskih motorjih in s tem privarčujejo čas, ki ima tudi svojo vrednost. Izkustvena vrednost v praksi kdaj izbrati avto na dieselski pogon in kdaj izbrati avto na bencinski pogon znaša okvirno 15.000 km letno, se pravi pod to mejo je smiselen bencinski agregat nad pa dieselski, če prav se večin lastnikov odloča glede nato, kaj jim je bolj všeč.

## Zgodovina
Za zgodovino avtombila glej glavni članek: zgodovina avtomobila

Za izumitelja avtomobila velja Nicolas-Joseph Cugnot, ki je leta 1769 predstavil tricikel s parnim strojem za pogon in uspešno demonstriral izvedljivost ideje, čeprav njegovo vozilo ni bilo praktično uporabno zaradi težav z zanesljivostjo. Sledilo mu je več izvedb različnih izdelovalcev s podobnimi težavami in prvi eksperimenti z motorji z notranjim zgorevanjem. Za očeta sodobnega avtomobila pa velja Karl Benz, ki je konec 19. stoletja izdelal znameniti Benz Patent-Motorwagen, prvo vozilo, že oblikovano za motorni pogon (predhodni poskusi avtomobilov so običajno vključevali motor, naknadno vgrajen v voz), ki se je izkazalo tudi v praksi. Zgodnji razvoj je potekal predvsem v Nemčiji in Franciji.
Industrijska revolucija je prinesla množično proizvodnjo in dostopnost avtomobilom širokemu krogu ljudi. Začetnik je bil Ransom Eli Olds v ZDA, ki je v svoji tovarni izdelal prvi dostopnejši serijski avtomobil. Na povsem novo raven pa je proizvodnjo povzdignil Henry Ford, ki je uvedel tekoči trak v proizvodnjo in izdeloval znameniti Ford model T v milijonih primerkov. Od takrat je avtomobil eden najznačilnejših industrijskih izdelkov sodobnega časa. V času Velike gospodarske krize se je proizvodnja avtomobilov zmanjšala v Evropi za celo mnoštvo različnih gospodarskih družb, ki so ukinile obrate, saj niso zmogle tempa tistih držav, ki so najbolj zgodnje uvedle integracijo industrializacije tekočega traku v proizvodnjo. Ameriška avtomobilska industrija je na primer, da bi konkurirala Fordu, uvedla enotno podjetje za trženje in različne avtomobile iz različnih podjetij sortirala v plačilne razrede in tako na ravni velikega magnata General Motors Companion Make Program ukinila modele, ki niso obetali ali so imeli preveč dobro konkurenco. V Evropi sta po gospodarski krizi preživela najbolje Opel, Renault in Citroen.
Avtomobili so postali način življenja. Stroški uporabe avtomobila, ki lahko vključujejo stroške: nakupa vozila, popravil in vzdrževanja avtomobila, goriva, amortizacije, časa vožnje, parkirnin, davkov in zavarovanja,  se tehtajo glede na stroške alternativ in vrednost koristi – zaznanih in dejanskih – uporabe vozila. Prednosti lahko vključujejo prevoz na zahtevo, mobilnost, neodvisnost in udobje  V dvajsetih letih 20. stoletja so imeli avtomobili še eno prednost: "pari so se končno lahko odpravili na zmenke brez spremstva, poleg tega so imeli zasebni prostor, kjer so se ob koncu noči stisnili od blizu."